# Gri-gri

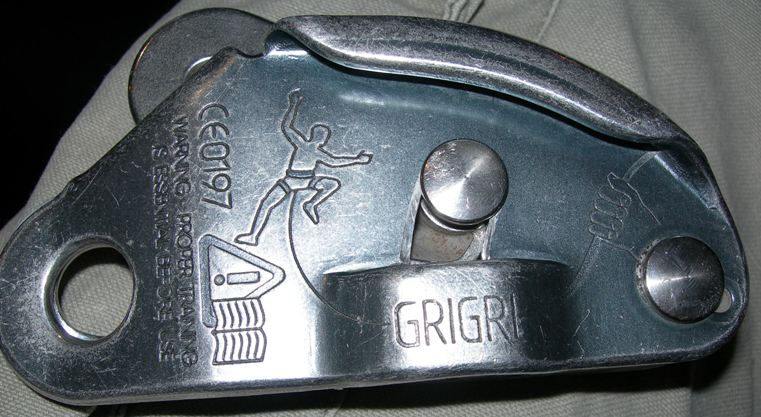
Gri-gri

Gri-gri – półautomatyczny, samoblokujący przyrząd asekuracyjno-zjazdowy stosowany we wspinaczce, produkowany przez firmę Petzl. W momencie odpadnięcia krzywka dociska linę blokując ją. Przyrząd ten wyposażony jest w dźwignię, która umożliwia jego odblokowanie, bądź kontrolowanie zjazdu. 
Zalety:
- szybka reakcja i wydawanie luzu
- bezpieczeństwo wyłapania lotu
- stosunkowo prosta obsługa i "wybaczanie" błędów przy wspinaniu "na wędkę" i asekuracji przez laika
- daje sobie radę także ze stosunkowo zniszczonymi, mechatymi linami
- nie skręca liny, nie niszczy oplotu (brak ząbków, rowków itp.)
- dość dobrze nadaje się do samoasekuracji

Wady:
- stosunkowo duża masa przyrządu (około 200 g, przy wadze kubka 40-80 g)
- mały zakres dopuszczalnych średnic (liny tylko od 10 do 11 mm (dopuszczalne minimum - 9,7 mm)
- możliwość działania tylko na linie pojedynczej
- blokowanie się przyrządu przy szybkim wydawaniu luzu
- mniej dynamiczny charakter asekuracji niż w innych przyrządach asekuracyjnych
- duże prawdopodobieństwo błędnego (i w konsekwencji - niebezpiecznego) użycia przyrządu, który przy tym wydaje się zwodniczo prosty w obsłudze.

Gri-Gri zostało pomyślane i zaprojektowane jako przyrząd do wspinaczki sportowej i skalnej dla doświadczonych wspinaczy, dlatego: 
1. jego masa jest drugorzędnym parametrem - w skałkach nie wspinamy się z całym osprzętem
2. obsługa jednej żyły jest na ogół wystarczająca we wspinaczce sportowej na drogach ubezpieczonych
3. zakres dopuszczalnych średnic liny jest zgodny z obowiązującymi trendami - większość wspinaczy posiada linę o grubości mieszczącej się w wymaganym zakresie
4. niepożądane blokowanie można ograniczyć stosując linę o odpowiednio dobranej średnicy, oraz obsługując przyrząd ściśle według wskazówek producenta
5. statyczne działanie można częściowo zniwelować poprzez wykonanie podskoku w momencie obciążenia liny przez prowadzącego

## Podobne przyrządy
Podobnymi przyrządami są np. Cinch firmy Trango, SRC (Single Rope Controller) firmy Wild Country, Logic firmy Cassin, Yo-Yo.